# Marušič
Marušič je pogost priimek v Sloveniji, ki ga je po podatkih Statističnega urada Republike Slovenije na dan 31. decembra 2007 uporabljalo 605 oseb, na dan 1. januarja 2010 pa 610 oseb.

## Znani nosilci priimka
- Andrej Marušič (1828–1898), publicist, politik, narodni buditelj
- Andrej Marušič (1965–2008), psihiater, publicist
- Benjamin Marušič (1914–1981), pravnik, sodnik
- Branko Marušič (*1938), zgodovinar
- Darko Marušič (1919–1943), narodni heroj
- Dorjan Marušič (*1957), zdravnik in matematik, strokovnjak za javno zdravje in politik
- Dragan Marušič (*1953), matematik, univerzitetni profesor
- Drago Marušič (1884–1964), pravnik in politik
- Drago Marušič, novinar
- Fedja Marušič (*1971), kanuist
- Fran Marušič (1906–1930), organizator odpora proti fašizmu
- Franc Marušič (1901–1965), zdravnik
- Franc Marušič - Lanko (*1974), jezikoslovec in jamar
- Franjo Marušič (1908–1981), inženir rudarstva
- Gabrijel Marušič (1890–1967), mornariški podčastnik
- Ira Niero Marušič (*1989), slikarka
- Irena Marušič, kustosinja TMS
- Ivan Janez Marušič (*1939), agronom in krajinski arhitekt, univ. prof.
- Ivan Marija Marušič (1631–1712), goriški zgodovinar
- Jožef Marušič (1823–1891), duhovnik
- Karolina Marušič - "Karolina Umetnina", stripovska avtorica
- Lovrenc Marušič (Romuald Štandreški) (1676–1748), kapucin in pridigar
- Milan Marušič (1915–2000), šolnik
- Miran Marušič (1924–1999), agronom
- Robert Marušič (*1973), nogometaš
- Tomaž Marušič (1932–2011), pravnik in politik
- Uroš Marušič, kineziolog, kibernetik v medicini, prof. UP
- Zdravko Marušič (1924–2018), pilot
- Živko Ira Marušič (*1945), slikar